# Aleksei Kudreavțev
Aleksei Kudreavțev (n. 28 octombrie 1972, Moscova, RSFS Rusă, URSS) este un înotător ce a reprezentat Echipa Unificată la Jocurile Olimpice, medaliat olimpic. A participat la o ediție a Jocurilor Olimpice (1992) în care a câștigat o medalie de aur.

## Participări
Lista de mai jos prezintă principalele competiții la care a participat Aleksei Kudreavțev de-a lungul carierei.
- swimming at the 1992 Summer Olympics – men's 4 × 200 metre freestyle relay[*]